# Casanovas Peak
Casanovas Peak är en bergstopp i Antarktis. Den ligger i Sydshetlandsöarna. Argentina, Chile och Storbritannien gör anspråk på området. Toppen på Casanovas Peak är 249 meter över havet.
Terrängen runt Casanovas Peak är kuperad norrut, men söderut är den platt. Havet är nära Casanovas Peak österut. Trakten är glest befolkad. Närmaste befolkade plats är St. Kliment Ohridski Base, 19,3 kilometer öster om Casanovas Peak. 